# Спандарян Сурен Спандарович
Суре́н Спанда́рович Спандаря́н (нар. 3 (15) грудня 1882 — пом. 11 (24) вересня 1916) — вірменський літературний критик і публіцист, діяч революційного руху в Російській імперії.

## Життєпис
Народився в місті Тбілісі (Грузія) в родині юриста. Навчався в Московському університеті, вів пропаганду серед робітників.
Член РСДРП з 1901 року. Учасник революції 1905—1907 років у Москві і на Кавказі, член Кавказького союзного комітету РСДРП. З 1907 року — член Бакинського комітету РСДРП, з 1910 року проводив революційну діяльність у Тбілісі. У 1911—1912 роках — член Російської організаційної комісії зі скликання 6-ї (Празької) загальноросійської конференції РСДРП; делегат конференції, обраний членом ЦК і Російського бюро ЦК РСДРП.
У 1906—1912 роках співпрацював у газеті «Кайц» («Іскра»), «Нор Хоск» («Нове слово»), «Гудок», «Бакинський пролетар», «Бакинський робітник», «Зірка», «Соціал-демократ» та ін.
У березні 1912 року був заарештований і засуджений на довічне заслання до Сибіру, де продовжував революційну діяльність.
Помер у лікарні Красноярська від туберкульозу. Похований на Троїцькому кладовищі.

## Літературна діяльність
С. С. Спандарян — автор літературно-критичних статей і робіт з естетики, про творчість Максима Горького, А. Акопяна, тощо. Відстоював ленінський принцип партійності і народності літератури, критикував теорію «мистецтва заради мистецтва», виступав проти занепадницької реакційної літератури. Високо оцінював творчу спадщину В. Белінського, О. Герцена, М. Чернишевського, Л. Толстого, А. Чехова, Т. Шевченка, О. Ширванзаде. Діяльність С. С. Спандаряна відіграла значну роль у розвитку вірменської марксистської естетичної думки.

## Пам'ять
До 2024 року у місті Кривий Ріг існувала вулиця Спандаряна. 26 січня 2024 року вулицю Спандаряна перейменували на вулицю Бориса Косигіна.